# Lorraine Guillermo
Lorraine Guillermo (* 15. Juni 1993 in Bellflower, Kalifornien) ist eine ehemalige US-amerikanische Tennisspielerin.

## Karriere
Guillermo begann mit acht Jahren das Tennisspielen und spielt vorrangig Turniere der ITF Women’s World Tennis Tour, wo sie vier Doppeltitel gewann.
2019 erreichte sie bei der mit 80.000 US-Dollar dotierten RBC Pro Challenge als Qualifikantin mit einem Sieg über Jaimee Fourlis im Hauptfeld des Dameneinzel das Achtelfinale, wo sie dann Jamie Loeb mit 3:6 und 4:6 unterlag. Im Doppel erreichte sie mit Partnerin Ania Hertel das Halbfinale.

## College Tennis
Guillermo spielte 2011 bis 2015 für die Waves an der Pepperdine University.

## Turniersiege

### Doppel
| Nr. | Datum         | Turnier    | Kategorie   | Belag             | Partnerin          | Finalgegnerinnen                 | Ergebnis          |
| --- | ------------- | ---------- | ----------- | ----------------- | ------------------ | -------------------------------- | ----------------- |
| 1.  | 19. Juni 2016 | Victoria   | ITF $10.000 | Hartplatz (Halle) | Kristina Smith     | Katharine Fahey Victoria Flores  | 5:7, 6:1, [13:11] |
| 2.  | 30. Juli 2016 | Austin     | ITF $10.000 | Hartplatz         | Catherine Harrison | Madison Harrison Stephanie Nauta | 6:4, 7:5          |
| 3.  | 29. Juli 2017 | Evansville | ITF $15.000 | Hartplatz         | Madeleine Kobelt   | Alice Garcia Lauren Proctor      | 6:0, 6:3          |
| 4.  | 7. März 2020  | Las Vegas  | ITF W25     | Hartplatz         | Maegan Manasse     | Jovana Jović Conny Perrin        | 0:6, 6:2, [10:4]  |

## Privates
Lorraine ist die Tochter von Lucita und Lamberto Guillermo und hat einen älteren Bruder Levin, der für die Gonzaga University Tennis spielte. Sie besuchte die John A. Rowland High School in Rowland Heights und wohnt in Walnut.